# ناوميتشي هيراما
ناوميتشي هيراما (باليابانية: 平間 直道) (6 يوليو 1987 في كاناغاوا في اليابان – )؛ هو لاعب كرة قدم ياباني سابق كان يلعب لاعب وسط.

## وصلات خارجية
- ناوميتشي هيراما على موقع رابطة كرة القدم اليابانية للمحترفين (اليابانية)